# Californium-248
Californium-248 of 248Cf is een instabiele radioactieve isotoop van californium, een actinide en transuraan element. De isotoop komt van nature niet op Aarde voor.
Californium-248 kan ontstaan door radioactief verval van curium-248, einsteinium-248 of fermium-252.
{\displaystyle {\ce {{^{248}_{96}Cm}->{^{248}_{97}Bk}+{e^{-}}+{\bar {\nu }}_{e}}}}
{\displaystyle {\ce {{^{248}_{97}Bk}->{^{248}_{98}Cf}+{e^{-}}+{\bar {\nu }}_{e}}}}
 
{\displaystyle {\ce {{^{248}_{99}Es}->{^{248}_{98}Cf}+{e^{+}}+{\nu }_{e}}}}
{\displaystyle {\ce {{^{252}_{100}Fm}->{^{248}_{98}Cf}+\,_{2}^{4}\alpha }}}

## Radioactief verval
Californium-248 vervalt hoofdzakelijk onder uitzending van alfastraling tot de radio-isotoop curium-244:
{\displaystyle {\ce {{^{248}_{98}Cf}->{^{244}_{96}Cm}+\,_{2}^{4}\alpha }}}
De halveringstijd bedraagt 333,5 dagen.
237Cf · 238Cf · 239Cf · 240Cf · 241Cf · 242Cf · 243Cf · 244Cf · 245Cf · 246Cf · 247Cf · 248Cf · 249Cf · 249mCf · 250Cf · 251Cf · 252Cf · 253Cf · 254Cf · 255Cf · 256Cf